# Main Western Railway
La Main Western Railway est une des principales voies de chemin de fer de Nouvelle-Galles du Sud en Australie. Longue de 825 km, elle relie le centre ville de Sydney à Bourke en traversant les Blue Mountains, le Centre-Ouest, les North West Slopes pour arriver dans le Far West australien.

## Caractéristiques
La Main Western Railway dessert les villes de Sydney, Penrith, Katoomba, Lihtgow (en), Wallerewang (en), 
Bathurst, Orange, Dubbo, Nyngan et Bourke.
La ligne est électrifiée entre Sydney et Lithgow. Elle est à voie unique entre Wallerewang et Nyngan
En 1989, des inondations à Nyngan conduisirent l'armée à détruire une portion de la ligne au nord de la ville pour permettre d'évacuer les eaux; le trafic ferroviaire n'étant plus suffisant à l'époque pour justifier une réfection de la voie, la ligne est restée fermée entre Nyngan et Bourke.

## Historique
La Zig Zag Railway, image de l'« infobox ».

## Autres lignes de Nouvelle-Galles du Sud
De nombreuses lignes ont été construites à partir de la ligne principale.

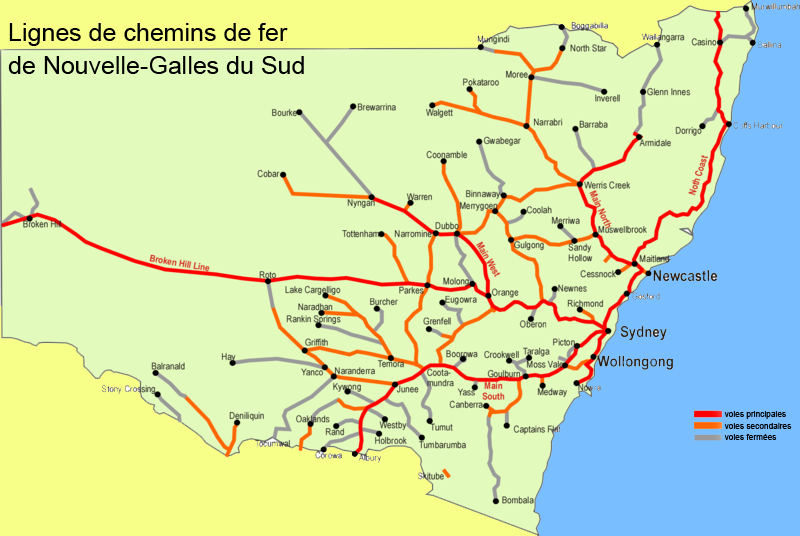
Cartes lignes en Nouvelle-Galles du Sud